# Gerald Grimwood Mears
Gerald Grimwood Mears, britanski general, * 1896, † 1979.